# Cerchiobottismo

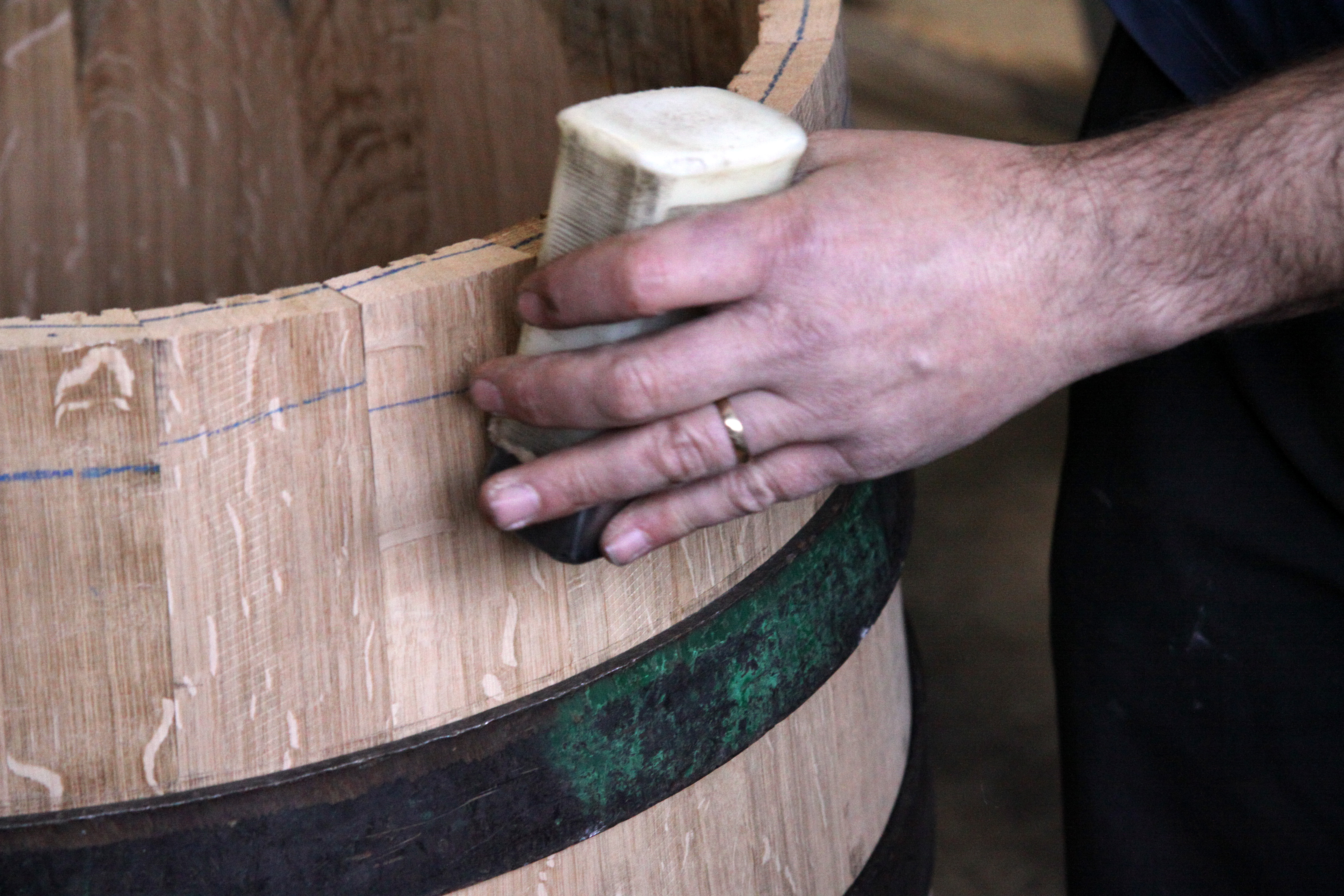
Cerchiatura di una botte, processo da cui trae origine il termine

Cerchiobottismo è una parola gergale di origine giornalistica che indica una posizione non netta tra due o più possibili posizioni.

## Etimologia
Deriva dalla locuzione "dare un colpo al cerchio e uno alla botte". Il vocabolo è stato coniato dal giornalista Giovanni Valentini sulle pagine del quotidiano La Repubblica in un articolo del 2 marzo 1996 dedicato all'escalation televisiva della Cecchi Gori Group. Il significato del termine è stato poi chiarito dall'autore in un successivo articolo del 6 luglio dello stesso anno.

## Definizione
Indica l'atteggiamento di chi, trovandosi a dover scegliere tra più scelte o ad esprimere una propria opinione, assume una posizione non netta, intermedia rispetto alle possibili opzioni. Questo non "entrare nel merito" ha in genere la finalità di non scontentare altri o di non esporsi a critiche o a giudizi altrui. A volte è utilizzato come sinonimo di altri neologismi, quali terzismo, paraculismo o monopesismo.